# 1785 en Colombie
Cet article traite des événements qui se sont produits durant l'année 1785 en Colombie.

## Événements
- janvier : les premières expéditions espagnoles partent en janvier 1785 pour occuper les ports de Caimán, Mandinga et Concepción et établir de nouvelles fondations[1].
- 12 juillet : un séisme d'une magnitude 6 sur l'échelle de Richter secoue Bogotá[2],[3].
- juillet ou août : publication du premier numéro du journal Aviso al terremoto, qui relate les événements entourant le séisme du 12 juillet à Bogotá[4].
- 31 août : publication à Bogotá du premier numéro du journal Gazeta de Santafé de Bogotá[5]. Trois numéros sont connus, le dernier est publié le 30 septembre 1785[5].
- 30 septembre : publication du dernier numéro du journal Gazeta de Santafé de Bogotá[5],[4].

## Naissances
- juillet : naissance de Juan José Reyes-Patria Escobar à Santa Rosa de Viterbo qui est un homme politique et un militaire, figure de la guerre d'indépendance de la Colombie[6],[7].